# Plectrosternus
Plectrosternus là một chi bọ cánh cứng kích thước trung bình đến lớn.